# شوالة حمراء السمة
شوالة حمراء السمة (الاسم العلمي:Panorpa rufostigma) هي نوع من الحشرات تتبع جنس الشوالة من فصيلة الشواليات.